# Metropolitans 92
Metropolitans 92, conocido anteriormente como Levallois Metropolitans y Paris-Levallois Basket fue un club de baloncesto francés que surge en 2007 de la fusión del histórico Paris Basket Racing de la ciudad de París y el Levallois Sporting Club Basket, de la comuna de Levallois-Perret. Tenía su sede en esta última localidad, pero los partidos se disputan indistintamente en los pabellones de los antiguos equipos, el Stade Pierre-de-Coubertin, con capacidad para 4.200 espectadores, y el Palais des Sports Marcel Cerdan, con 4.000 asientos.

## Historia
Tras la fusión de ambos clubes, el equipo comienza su andadura en la máxima categoría del baloncesto francés, la Pro A, pero descendieron directamente esa temporada tras acabar en la penúltima posición. En 2009 consiguieron de nuevo el ascenso tras acabar en la primera posición de la Pro B.
Tras la marcha de su jugador estrella, Victor Wembanyama, a la NBA, el equipo tuvo muchos problemas durante la temporada 2023-24. El equipo terminó último en la clasificación de la liga y descendió a la LNB Pro B. La organización del equipo estaba financiada anteriormente por el municipio de Boulogne-Billancourt, sin embargo, este municipio decidió recortar al club de baloncesto de sus costos, y buscó inversores que estuvieran interesados en comprar el equipo. En mayo de 2024, se anunció que el equipo se había declarado en quiebra. Sin embargo, para mitigar el problema, el club decidió abandonar la LNB Pro B esa temporada y, en su lugar, descender aún más a la Nationale Masculine 1. El club pasa a manos de un grupo liderado por Luc Dayan y entre cuyos accionistas se encuentra también Antoine Kombouaré.

## Trayectoria
| Temporada | Nivel | División | Pos. | Copa de Francia  | Leaders Cup      | Competiciones europeas | Competiciones europeas |
| --------- | ----- | -------- | ---- | ---------------- | ---------------- | ---------------------- | ---------------------- |
| 2007–08   | 1     | Pro A    | 15º  | Ronda de 32      |                  |                        |                        |
| 2008–09   | 2     | Pro B    | 1º   | Octavos de final |                  |                        |                        |
| 2009–10   | 1     | Pro A    | 7º   | Ronda de 32      |                  |                        |                        |
| 2010–11   | 1     | Pro A    | 13º  | Octavos de final |                  | 3 EuroChallenge        | QR                     |
| 2011–12   | 1     | Pro A    | 6º   | Ronda de 32      | Cuartos de final |                        |                        |
| 2012–13   | 1     | Pro A    | 12º  | Campeón          | Semifinales      | 3 EuroChallenge        | QF                     |
| 2013–14   | 1     | Pro A    | 6º   | Cuartos de final | Semifinales      | 2 Eurocup              | TR                     |
| 2014–15   | 1     | Pro A    | 11º  | Octavos de final |                  |                        |                        |
| 2015–16   | 1     | Pro A    | 14º  | Octavos de final |                  |                        |                        |
| 2016–17   | 1     | Pro A    | 3º   | Octavos de final |                  |                        |                        |
| 2017–18   | 1     | Pro A    | 10º  | Semifinales      |                  | 2 EuroCup              | TR                     |
| 2018–19   | 1     | Pro A    | 12º  | Cuartos de final |                  |                        |                        |
| 2019–20   | 1     | Pro A    | -    | Cancelada        | Semifinales      |                        |                        |
| 2020–21   | 1     | Pro A    | 6º   | Cuartos de final | Cancelada        |                        |                        |
| 2021–22   | 1     | Pro A    | 3º   | Cuartos de final | Cancelada        | 2 EuroCup              | EF                     |
| 2022–23   | 1     | Pro A    | 2º   | Octavos de final | Cuartos de final |                        |                        |